# VTT cross-country masculin aux Jeux olympiques d'été de 1996
Navigation
Sydney 2000
Le cross-country masculin est l'une des deux compétitions de VTT aux Jeux olympiques de 1996. Il a eu lieu le 30 juillet et consistait en un circuit faisant au total 48,7 km. C'est la première fois que l'épreuve est présente aux Jeux olympiques.

## Résultats
| Rang                                | Coureur              | Pays               | Temps           |
| ----------------------------------- | -------------------- | ------------------ | --------------- |
| Médaille d'or, Jeux olympiques      | Bart Brentjens       | Pays-Bas           | 2 h 17 min 38 s |
| Médaille d'argent, Jeux olympiques  | Thomas Frischknecht  | Suisse             | 2 h 20 min 14 s |
| Médaille de bronze, Jeux olympiques | Miguel Martinez      | France             | 2 h 20 min 36 s |
| 4.                                  | Christophe Dupouey   | France             | 2 h 25 min 03 s |
| 5.                                  | Daniele Pontoni      | Italie             | 2 h 25 min 08 s |
| 6.                                  | José Brenes Andres   | Costa Rica         | 2 h 25 min 51 s |
| 7.                                  | Lennie Kristensen    | Danemark           | 2 h 26 min 02 s |
| 8.                                  | Luca Bramati         | Italie             | 2 h 26 min 05 s |
| 9.                                  | Cadel Evans          | Australie          | 2 h 26 min 15 s |
| 10.                                 | Ralph Berner         | Allemagne          | 2 h 27 min 45 s |
| 11.                                 | Rune Høydahl         | Norvège            | 2 h 28 min 16 s |
| 12.                                 | Gary Foord           | Grande-Bretagne    | 2 h 29 min 10 s |
| 13.                                 | Warren Sallenback    | Canada             | 2 h 29 min 57 s |
| 14.                                 | Beat Wabel           | Suisse             | 2 h 32 min 17 s |
| 15.                                 | David Baker          | Grande-Bretagne    | 2 h 32 min 30 s |
| 16.                                 | Robert Woods         | Australie          | 2 h 33 min 14 s |
| 17.                                 | Roel Paulissen       | Belgique           | 2 h 33 min 53 s |
| 18.                                 | Jan Erik Østergaard  | Danemark           | 2 h 34 min 30 s |
| 19.                                 | David Juarez         | États-Unis         | 2 h 35 min 15 s |
| 20.                                 | Don Myrah            | États-Unis         | 2 h 35 min 50 s |
| 21.                                 | Roger Persson        | Suède              | 2 h 37 min 17 s |
| 22.                                 | Jokin Mujika         | Espagne            | 2 h 41 min 15 s |
| 23.                                 | Jhon Arias Sanchez   | Colombie           | 2 h 42 min 04 s |
| 24.                                 | Radovan Fořt         | République tchèque | 2 h 42 min 43 s |
| 25.                                 | Martin Earley        | Irlande            | 2 h 43 min 56 s |
| 26.                                 | Kyoshi Miura         | Japon              | 2 h 45 min 03 s |
| 27.                                 | Marcio Ravelli       | Brésil             | 2 h 45 min 16 s |
| 28.                                 | Ernst Denifl         | Autriche           | 2 h 45 min 34 s |
| 29.                                 | Marek Galinski       | Pologne            | 2 h 45 min 54 s |
| 30.                                 | Peter Hric           | Slovaquie          | 2 h 46 min 22 s |
| 31.                                 | Andreas Hestler      | Canada             | 2 h 46 min 45 s |
| 32.                                 | Alastair Martin      | Irlande            | 2 h 47 min 46 s |
| 33.                                 | Pavel Camrda         | République tchèque | 2 h 49 min 09 s |
| 34.                                 | Juan Arias Acosta    | Colombie           | 2 h 50 min 44 s |
| 35.                                 | Ivanir Lopes         | Brésil             | 2 h 53 min 29 s |
| 36.                                 | Slawomir Barul       | Pologne            | 2 h 53 min 56 s |
| —                                   | Lautaro Chavez       | Argentine          | Abandon         |
| —                                   | Rory Gonsalves       | Antigua-et-Barbuda | Abandon         |
| —                                   | Alges Maasikmets     | Estonie            | Abandon         |
| —                                   | Mike Kluge           | Allemagne          | Abandon         |
| —                                   | Roberto Lezaun       | Espagne            | Abandon         |
| —                                   | Marcel Arntz         | Pays-Bas           | Abandon         |
| —                                   | Peter Van Den Abeele | Belgique           | Abandon         |

## Sources
- Résultats